# Lars Helander
Lars Birger Helander, född 23 augusti 1931 i Skede församling i Jönköpings län, död 12 oktober 2014 i Vetlanda, var en svensk hinderlöpare. Han tävlade för Eksjö GIK och vann SM-guld i hinder 3 000 meter år 1958.